# Franklyn Jenifer
Franklyn Green Jenifer (* 26. März 1939 in Washington, D.C.) ist ein US-amerikanischer Biologe, Hochschullehrer, Rektor von Universitäten sowie Wirtschaftsmanager.

## Biografie
Nach dem Besuch der Joel Elias Spingarn High School in Washington, D.C. beginnt Jenifer 1957 ein Studium der Biologie an der Howard University, das er 1963 mit einem Bachelor of Science (B.S. Biology) abschließt. Im Anschluss ist er von 1963 bis 1970 als Phytopathologe im Landwirtschaftsministerium der Vereinigten Staaten tätig. Daneben absolvierte er ein postgraduales Studium der Mikrobiologie an der Howard University und erhielt dort 1965 einen Master of Science (M.S. Microbiology). 1970 erwirbt er schließlich einen Philosophiae Doctor (Ph.D. Microbiology) an der University of Maryland, College Park (UMCP).
Danach wurde Jenifer zum Professor für Biologie an die Rutgers University in New Jersey berufen und unterrichtet dort zwischen 1970 und 1979. Im Anschluss war er von 1979 bis 1986 Vizekanzler der Kommission für Hochschulbildung des Staates New Jersey. Außerdem war er Mitglied der American Society for Microbiology sowie der American Association for the Advancement of Science.
1986 wechselt er in die Hochschulverwaltung und wird zunächst Kanzler (Chancellor) des Leitungsgremiums (Board of Regents) in Massachusetts. Nachdem er zwischen 1990 und 1994 Präsident der Howard University war, wurde er schließlich Präsident der University of Texas at Dallas (UTD) und war dort bis 2005 tätig. Danach wurde er formell zum Präsidenten Emeritus ernannt.
Neben seiner Tätigkeit als Universitätspräsident ist er als Manager in der Privatwirtschaft tätig und war zunächst zwischen 1993 und 2000 Vorstandsmitglied von Texaco. Danach war er Vorstandsmitglied von Chevron Texaco und ist seit 2005 Mitglied des Vorstandes der Chevron Corporation.